# Kikuko Takamatsu
Pour les articles homonymes, voir Takamatsu et Takamatsu (homonymie).
Son Altesse impériale la princesse Takamatsu (Kikuko) du Japon (宣仁親王妃喜久子, Nobuhito Shinnō-hi Kikuko, 26 décembre 1911 - 18 décembre 2004), plus connue sous l'appellation princesse Kikuko, est un membre de la famille impériale japonaise. La princesse est l'épouse de Nobuhito, prince Takamatsu et troisième fils de l'empereur Taishō Tennō et l'impératrice Teimei. Elle est la belle-sœur de Hirohito, l'empereur Shōwa, et la tante de l'empereur du Japon, Akihito. Elle est surtout connue pour ses activités philanthropiques, particulièrement pour les organisations de recherche sur le cancer.

## Biographie
La princesse Kikuko est née à Tokyo sous le nom de Kikuko Tokugawa. Elle est la seconde fille du prince Yoshihisa Tokugawa et sa femme Miyeko. Son grand-père paternel est Yoshinobu Tokugawa, le dernier shogun. Son grand-père maternel est le prince Takehito Arisugawa, septième chef d'Arisugawa-no-miya, l'un des quatre shinnōke ou branches de la famille impériale pendant l'époque d'Edo qui pouvaient fournir un successeur au trône en cas de manque d'héritier direct. Kikuko fait ses études primaires et secondaires dans la section féminine de l'école Gakushûin. Elle a dix-huit ans quand elle devient la fiancée du prince Takamatsu, troisième en ligne pour le Trône du chrysanthème.
Elle épouse le prince le 4 février 1930 au palais impérial de Tokyo. Le couple n'aura aucun enfant. Peu après leur mariage le prince et la princesse Takamatsu font un voyage autour du monde, en partie pour remercier le roi George V du Royaume-Uni, celui-ci ayant envoyé une mission à Tokyo présenter l'empereur Shōwa avec l'ordre de la Jarretière. Ils rentrent au Japon en juin 1931. Ils habitent alors le district de Takanawa de Minato-ku, à Tokyo.
À la suite de la mort de sa mère en 1933 des suites d'un cancer du côlon, la princesse Takamatsu concentre sa philanthropie sur les organisations sur le cancer. En 1968 elle utilise de l'argent donné par le public pour établir un fonds de recherche pour le cancer en son nom, organisant des congrès sur le sujet et récompensant des scientifiques pour leur travail sur le cancer. Elle est également présidente d'une organisation s'occupant de personnes atteintes de la maladie de Hansen. Elle est aussi présidente honoraire de la Fondation Saiseikai, de la Fondation Tofu Kyokai, la Shadan Hōjin Tokyo Jikeikai, la Nichifutsu Kyokai, et la Nichifutsu Kaikan, ainsi que vice-présidente honoraire de la Croix-Rouge japonaise.
En 1991 la Princesse Takamatsu et un assistant trouvent un journal en 21 volumes écrit par le prince Takamatsu, son mari, entre 1934 et 1947. Elle en fait publier des extraits dans le magazine Chūōkōron en 1995 malgré l'opposition de l'Agence impériale. Le journal révèle que le prince était opposé aux incursions de l'Armée du Guandong en Mandchourie en septembre 1931, à l'invasion de la Chine déclenchée par l'incident du pont Marco Polo en juillet 1937 et avait averti en novembre 1941 son frère Hirohito que la Marine impériale ne pourrait tenir plus de deux ans contre les États-Unis.
Après le décès de sa belle-sœur l'Impératrice Kōjun en 2000 la Princesse Takamatsu est le membre le plus âgé de la famille impériale. En 2002, après la naissance d'une fille, la princesse Aiko, la princesse Takamatsu est le premier membre de la famille impériale à appeler au changement de la loi impériale de 1947, qui limite la succession au Trône du chrysanthème aux mâles légitimes.
Elle meurt de septicémie au St. Luke's Medical Center le 18 décembre 2004, à l'âge de 92 ans. Ses funérailles eurent lieu le 26 décembre au cimetière Toshimagaoka de l'arrondissement spécial de Bunkyō.

## Source de la traduction
- (en) Cet article est partiellement ou en totalité issu de l’article de Wikipédia en anglais intitulé « Princess Takamatsu » (voir la liste des auteurs).